# Uri Dan
Pour les articles homonymes, voir Dan.
 (novembre 2019).
Si vous disposez d'ouvrages ou d'articles de référence ou si vous connaissez des sites web de qualité traitant du thème abordé ici, merci de compléter l'article en donnant les références utiles à sa vérifiabilité et en les liant à la section « Notes et références ».
Uri Dan, (en hébreu אורי דן) né le 6 mai 1935 à Tel-Aviv et mort le 24 décembre 2006 à Kfar Saba, est un journaliste, écrivain et réalisateur israélien.
Il est connu en particulier pour son amitié et sa proximité avec Ariel Sharon.

## Biographie
Il publie ses écrits dans le quotidien israélien Jerusalem Post et est correspondant du New York Post. Son domaine d'intérêt est la politique israélienne.
À partir de 1956, Uri Dan suivit Ariel Sharon dans l'ensemble des opérations qu'il mena et devint un fidèle soutien et ami. À la suite de la guerre du Kippour de 1973, il fera une déclaration prophétique restée célèbre : « Ceux qui n'ont pas voulu de Sharon en tant que chef d'état-major l'auront comme ministre de la Défense. Et ceux qui ne veulent pas de lui comme ministre de la Défense l'auront comme Premier Ministre. ». Ariel Sharon sera nommé ministre de la Défense en 1981, avant d'être forcé à la démission à la suite du massacre de Sabra et Chatila. Il sera ensuite nommé Premier Ministre de 2001 à 2006, avant d'être atteint par une crise cérébrale début 2006.
Uri Dan est informé qu'il est atteint d'un cancer du poumon en juillet 2006, mais décide de le garder secret du grand public. Il décède le 24 décembre 2006 à l'hôpital Méïr de Kfar Saba des suites de sa maladie, à l'âge de 71 ans. Il est enterré deux jours plus tard au cimetière de Guivat Shaoul.

## Œuvres
- Ariel Sharon et Uri Dan, Ariel Sharon : entretiens intimes avec Uri Dan, Neuilly-sur-Seine, M. Lafon, 2006, 482 p. (ISBN 978-2-7499-0459-7 et 2749904595)
- Blood libel: The inside story of General Ariel Sharon's history-making suit against Time magazine, Simon and Schuster, 1987.
- Crimes d'état : L'assassinat de Rabin, les attentats, Belfond, 1996.
- Sharon's Bridgehead, E.L. Special Edition , 1975.
- To the Promised Land, Doubleday, 1988 (existe aussi en français).
- Ultimatum Pu 94, avec Peter Mann Malkinn, 1977.
- Eichmann syndrome, avec Edward Radley, Tower & Leisure Sales Co, 1977.
- The Mossad, avec Dennis Eisenberg et Eli Laudau, Signet, 1979.
- Uri Dan (trad. de l'hébreu), Mossad : 50 ans de guerre secrète, Paris, Presses de la Cite, mars 1995, 393 p. (ISBN 2-258-03745-X et 978-2258037458)